# Indeo
Indeo — видеокодек, разработанный компанией Intel в 1992 году. Был куплен компанией Ligos Corporation в 2000. Хотя первоначальная версия была связана с Intel DVI (аппаратным кодеком для сжатия телевизионного качества видео на компакт-дисках), Indeo отличался тем, что был одним из первых кодеков, позволяющих осуществлять полноскоростное воспроизведение видео без использования аппаратного ускорения. В отличие от кодеков Cinepak и TrueMotion S, Indeo использует такое же цветовое пространство Y'CbCr 4:2:0, как и H.261 (от МСЭ) и MPEG-1 ISO.

## История
Во время разработки микропроцессора P5 Pentium, в Intel Architecture Labs создали один из первых и в то время высококачественных программных видеокодеков, который получил название "Indeo Video" (сокращенно от Intel Video). На момент выхода это был единственный видеокодек, поддерживаемый как в продуктах Microsoft (Video for Windows), так и в продуктах Apple (QuickTime), а также в продуктах IBM того времени.

## Внедрение
Декодеры Indeo 5 внедрены в Microsoft Windows, Mac OS, BeOS R5 и проигрыватель XAnim в Unix. Версии 2, 3, 4 и 5 имеют реверс-инжиниринг решения (декодеры) в FFmpeg.